# Iglesias nacionales de Roma
Las iglesias nacionales de Roma son iglesias católicas confiadas cada una a una comunidad de una nación distinta.

## Historia
Las iglesias nacionales de Roma siempre estaban vinculadas a instituciones de caridad, incluyendo hospitales, albergues y diversos servicios de apoyo a los peregrinos de un determinado país; estas se remontan a la Edad Media, pero no fueron oficializadas hasta el siglo XV. El mantenimiento de cada iglesia nacional y los trabajos de asistencia a los peregrinos fueron en general realizados por las cofradías que los mantenían gracias a las donaciones y legados de los ingresos de benefactores que pertenecen a la comunidad nacional de referencia. A menudo las iglesias nacionales también estaban vinculadas a las escuelas (antecesoras de los seminarios), donde se formaban los clérigos. Las iglesias y sus riquezas eran la señal de la importancia de la nación y de los prelados que patrocinaban.
Para las "naciones" se entiende también las comunidades residentes en Roma, pero originarios de otras partes de Italia; el nombre se refiere a continuación a una o más regiones o provincias actuales. Cuando Roma fue conquistado en 1870 el nombre de "nación" se siguió utilizando en este sentido.
Muchas de estas organizaciones se disolvieron fueron expropiadas por la legislación relativa a la supresión de las corporaciones religiosas de 1873. En las décadas siguientes, sin embargo, a través de diversos acuerdos - más recientemente con los Pactos de Letrán - los bienes fueron devueltos a la Iglesia Católica y algunas cofradías se transformaron en obras pias y más tarde en las fundaciones, algunas de las cuales siguen en activo (por ejemplo, la Cofradía de Santa María Odigitria o la Pia Sociedad de la Piceni).

## Iglesias nacionales de las regiones italianas

### Iglesias nacionales históricas de las regiones italianas
- Campania: iglesia del Espíritu Santo de los Napolitanos,[1] desde 1572 sede de la Cofradía del Espíritu Santo de los Napoletanos y así pues iglesia nacional del Reino de Nápoles (además de Campania, también de Abruzzo, Molise, Puglia, Basilicata, Calabria).
- Cerdeña: la iglesia del Santísimo Sudario de los Piamonteses es también iglesia nacional sarda, dado que Cerdeña era parte de un único estado: el reino de Cerdeña
- Córcega: basílica de San Crisógono
- Emilia-Romaña: iglesia de los Santos Juan Evangelista y Petronio de los boloñeses,[2] desde 1582 sede de la Cofradía de los boloñeses.
- Liguria: iglesia de San Juan el Bautista de los Genoveses,[3] desde 1533 sede de la Cofradía de San Juan de los genoveses.
- Lombardia:
  - Basílica de los Santos Ambrosio y Carlos en el Corso,[4] desde 1471 sede de la Cofradía de los Lombardi, (luego Archicofradía de los Santos Ambrosio y Carlso de la Nación Lombarda); la iglesia inicialmente se llamaba "San Nicolás de Toffo en Campo Marzio"; hasta que cambió el nombre tras ser reconstruida en 1612
  - iglesia de los Santos Bartolomeo y Alejandro en la Plaza Colonna (Bérgamo), desde inicios del siglo XVII fue sede de la Archicofradía de los bergamascos, que se encontraba antes en la iglesia de San Macuto.[5]
- Marcas: iglesia de San Salvador en Lauro, desde 1633 sede de la Cofradía de la Santa Casa de Loreto (del 1899 Pio Sociedad de los Piceni), que asiste a los marcos que por alguna razón son residentes en Roma.[6]
- Piamonte: iglesia del Santísimo Sudario de los Piamonteses, que desde 1537 fue sede de la Archicofradía de los Savojardi y Piamonteses (o de la Sagrada Sindone; dada la situación política de la época, así como Piamonte y Saboya, incluso la zona de Valle de Aosta de Niza y Cerdeña reconocido a sí mismos en esta iglesia nacional); Fue la Iglesia particular de la familia Saboya a partir de 1870[7]
- Toscana:
  - basílica de San Juan de los Florentinos, sede desde 1509 de la archicofradía de los florentinos.
  - iglesia de la Santa Cruz y San Buenaventura de los Luccos (Lucca), desde 1631 concedida a la comunidad de los luccos residentes en Roma.[8]
- Veneto: basílica de San Marcos Evangelista en Campidoglio:[9] en 1468 el papa Paulo II la convirtió en Iglesia de los venecianos (y por lo tanto, de acuerdo con el antiguo sentido de la palabra, de Trentini, Giuliani y Friuli) en Roma
- Sicilia: iglesia de Santa María Odigitria en Tritone, desde 1594 sede de la Archicofradía de Santa María Odigitria de los Sicilianos.[10]

### Iglesias nacionales modernas de las regiones italianas (hoy iglesias regionales)
Se consideran "modernas" iglesias a las que constituyeron un punto de referencia para algunas comunidades regionales hasta después de la Segunda Guerra Mundial:
- Abruzos: iglesia de Santa María Magdalena en Campo Marzio
- Apulia: basílica de San Nicolás in Carcere
- Basilicata: basílica de San Nicolás in Carcere[11]
- Calabria: iglesia de San Francisco de Paula en el Monte[12][13][14]
- Dalmacia: iglesia de San Marcos Evangelista en Agro Laurentino
- Marcas: iglesia de los Santos Fabiano y Venancio (Camerino)
- Toscana:
  - chiesa di San Giovanni Battista Decollato[cita requerida]
  - iglesia de Santa Catalina de Siena en vía Giulia (Siena)
- Umbria:
  - Basílica de los Santos Bendecido y Escolástica en la Argentina (Norcia)
  - chiesa di Santa Rita da Cascia alle Vergini[cita requerida]
- Venecia Julia: iglesia de San Marcos Evangelista en Agro Laurentino

## Iglesias nacionales extranjeras

### África
- Congo: iglesia de la Natividad
- Etiopía:
  - iglesia de San Esteban de los abisinios[15]
  - iglesia de Santo Tomás en Parione

### América
- Argentina: iglesia de Santa Maria Addolorata en la plaza Buenos Aires
- Canadá: iglesia de Nuestra Señora del Santísimo Sacramento y de los Santos Mártires Canadienses
- Chile: iglesia de Santa María de la Paz (Roma)
- Ecuador: Iglesia de Santa Maria en Vía[16]
- Estados Unidos de América: iglesia de Santa Susana en los Balnearios de Diocleziano
- Guatemala: iglesia de San Ignacio de Loyola en Campo Marzio
- México: basílica de Nuestra Señora de Guadalupe y San Felipe en Vía Aurelia
- Paraguay: iglesia de Santa Maria de la Luz
- Perú: basílica de Santa Anastasia en el Palatino

### Asia
- Armenia:
  - iglesia de San Biagio de los Armenios
  - iglesia de San Nicolás de Tolentino (rito armeno)
- Corea: iglesia de los Santos Mártires Coreanos
- Filipinas: basílica de Santa Pudenciana
- Japón: iglesia de Santa María de la Huerta
- Líbano: iglesia de San Marone
- Siria: iglesia de Santa Maria de la Concepción en Campo Marzio (rito siro-antioquio)

### Europa
- Albania
  - San Juan de la Malva en Trastévere[17][18]
  - San Atanasio en Vía del Babuino (rito greco-católico)
- Alemania:
  - iglesia de Santa María del alma
  - iglesia de Nuestra Señora de la Piedad en el Cementerio Alemán
  - iglesia del Espíritu Santo en Sajonia (Sajonia)
- Austria:
  - iglesia de Santa María del alma
  - iglesia de Nuestra Señora de la Piedad en el Cementerio Alemán
- Bélgica: iglesia de San Julián de los Flamencos
- Bulgaria: Iglesia de los Santos Vincenzo y Anastasio en Trevi (rito ortodoxo)
- Croacia: iglesia de San Girolamo de los Croatas
- Escocia: iglesia de Santa Andrea de los Escoceses (desconsagrada)
- España:
  - iglesia de Nuestra Señora del Sagrado Corazón (actualmente ya no)
  - iglesia de Santa María en Montserrat de los Españoles
  - Iglesia de la Santísima Trinidad en Via Condotti
  - iglesia de San Carlos de las Cuatro Fuentes
- Francia:
  - iglesia de San Luis de los Franceses
  - Trinità dei Monti
  - iglesia de Sant'Ivo de los Bretones (Bretaña)
  - iglesia de los Santos Claudio y Andrea de los Borgoñones (Borgoña)
  - iglesia de San Nicolás de los Lorenos (Lorena)
  - iglesia de Santa Clara
- Grecia:
  - iglesia de San Basilio en las Huertas Sallustiani (rito greco-católico)
  - basílica de Santa María en Cosmedin (rito greco-melquita)
  - iglesia de San Teodoro en el Palatino (rito greco-ortodoxo)
  - iglesia de San Juan el Bautista de los Caballeros de Rodas (rito greco-católico)
- Hungría: basílica de San Esteban Rotondo
- Inglaterra:
  - basílica de San Silvestre en Capite
  - iglesia de Santo Tomás de Canterbury
  - iglesia de los Santos Jorge y Mártires ingleses
- Irlanda:
  - iglesia de San Isidoro en Capo le Case
  - iglesia de San Patricio en Villa Ludovisi
  - basílica de San Clemente de Letrán
- Malta: iglesia de Santa María del Priorato
- Polonia:
  - iglesia de San Stanislao en las Botteghe Oscure
  - iglesia de la Resurrección de Nuestro Señor Jesucristo
- Portugal: iglesia de San Antonio en Campo Marzio
- Rumanía: iglesia de San Salvador en las Coppelle (rito bizantino-rumano)
- Rusia: iglesia de San Antonio Abad en el Esquilino (rito bizantino-ruso)
- Suecia: iglesia de Santa Brigida
- Suiza:
  - iglesia de los Santos Martín y Sebastián[15]
  - iglesia de San Peregrino
- Ucrania:
  - iglesia de los Santos Sergio y Baco de los Ucranianos
  - iglesia de San Giosafat al Gianicolo
  - iglesia de Santa Sofía (rito ucraniano)